# Реактивный снаряд
Реактивный снаряд (РС; с 1980-х годов принято обозначение неуправляемые ракеты [НУР]) — снаряд реактивной артиллерии  наземного, морского, воздушного базирования и доставляемый к цели за счёт тяги собственного реактивного двигателя.

## Классификация
По боевому предназначению
- осколочные
- осколочно-фугасные
- фугасные
- кумулятивные
- зажигательные
- дымовые
- дистанционного минирования
- осветительные
- агитационные
- тактические ядерные и др.

По способу стабилизации полёта
- не вращающиеся
- вращающиеся

По калибру
От 82 мм М-8 (у БМ-8-24 и БМ-8-48) до 425 мм (у WS-2D) (были проекты иных калибров, например, проект РСЗО Воловского 1912 года должен был стрелять 2-дюймовыми ракетами - 50,8-мм)
По возможности управления полётом
- неуправляемые
- корректируемые (к примеру: 300-мм 9М542)

## Устройство
Основные составные части реактивных снарядов:
- боевая часть;
- реактивный двигатель;
- устройство для стабилизации полёта.

В реактивных снарядах в качестве топлива используются различные пороха (твёрдые многокомпонентные смеси), для запуска используются пиропатроны и (или) электровоспламенители. Реактивные снаряды оснащаются хвостовым оперением для улучшения устойчивости и баллистики, которое следует учитывать при расчёте поправок на ветер (реактивные снаряды отклоняются в направлении против ветра). Оперение может быть складывающимся для компактности и раскрываться после запуска. Кроме оперения, устойчивость снаряду может придаваться и вращением снаряда вдоль продольной оси. При этом вращение может создаваться направляющими пускового устройства (стволом орудия), хвостовым оперением, дополнительными наклонными соплами (турбореактивные). Траектория полёта состоит из активной (работает реактивный двигатель) и пассивной частей (баллистической).
У реактивных снарядов в основном отсутствуют системы управления полётом снаряда, прицеливание осуществляется заданием первоначального угла запуска, обычно с помощью направляющей балки или трубы, а также иногда с помощью задания времени работы двигателя. Но, ряд реактивных снарядов может быть корректируемым с использованием газодинамических рулей в активной фазе полёта, а также дистанционного управления подрывом кассетной боевой части.

## История
Боеприпасы с использованием реактивной тяги — одни из старейших видов артиллерийского оружия, которые впервые начали применяться еще в средневековом Китае против монгольских захватчиков. 
Однако наибольшее применение реактивные снаряды получили в XX веке, с развитием многоствольной артиллерии. Одним из таких направлений стали реактивные системы залпового огня, которые сочетали в себе невероятную огневую мощь с мобильностью пусковых установок, чего не могли позволить себе традиционные артиллерийские орудия.

## Комплексы и системы вооружений
Реактивные снаряды применяются в следующих видах вооружений:
- реактивные системы залпового огня (122 мм снаряды: 9М521, 9М218, 9М22У и др. БМ-21 РСЗО «Град» и др.; 140-мм — ОФ-45, ОФД-45 РСЗО БМ-14 и РПУ-14; 220-мм — 9М27С, 9М27К3 и др. БМ-27 РСЗО Ураган; 300-мм — 9М529, 9М533 и др. БМ-30 РСЗО Смерч)
- переносные реактивные пусковые установки (к примеру 122-мм снаряды советских 9П132 «Град-П» и 9К510 «Иллюминация»)[4]
- тяжёлые реактивные огнемётные системы (220-мм снаряды МО.1.01.04М ТОС-1А «Солнцепёк» и др.)
- реактивные системы противоторпедной, противолодочной и противодиверсионной обороны кораблей (212-мм гравитационные подводные снаряды 90СГ РБУ-6000 и др., снаряды-носители отделяемого модуля гидроакустического противодействия торпедам МГ-94Э; 300-мм снаряды-отводители торпед 111СО2, снаряды заградительно-глубинные 111СЗГ и др.).

- Боевая машина реактивной артиллерии
- Гвардейский реактивный миномёт: БМ-8-24, БМ-13, БМ-14, БМ-21, БМ-24, БМ-31-12, БМД-20.
- РС-82
- М-28 (реактивный снаряд)